# Summorum Pontificum
Summorum Pontificum (рус. (Заботой) Верховных Понтификов) — апостольское письмо от папы римского Бенедикта XVI, выпущенное «motu proprio» (то есть по его собственной инициативе). Документ определил правила для латинского обряда Католической церкви, для отправления мессы согласно «миссалу, провозглашенному Иоанном XXIII в 1962» (форма известная как Тридентская месса), и для управления большинством таинств в форме, которую они имели место перед литургическими реформами после Второго Ватиканского Собора.

## Описание документа
Документ был выпущен 7 июля 2007 и вступил силу с 14 сентября 2007. Документ сопровождался пояснительным письмом, в котором папа Бенедикт XVI объясняет причины его издания.
Документ заменил motu proprio Ecclesia Dei 1988, который разрешил епископам устанавливать места, где месса могла служиться, используя Миссал 1962. Он предоставляет большую свободу использовать тридентскую литургию в её форме 1962, заявляя, что все священники могут свободно отправлять мессу с Миссалом 1962 без необходимости испрашивать на то специальное разрешение. Он также провозглашает, что пасторы и ректоры церквей должны охотно принимать запросы от устойчивых групп, которые до сих пор придерживались более ранней традиции, о разрешении квалифицированному священнику отправлять для них мессу, используя Миссал 1962, и «гарантировать, что попечение этих верных согласовывается с обычной пасторской заботой о приходе под руководством епископа».
В своем сопроводительном письме папа Бенедикт XVI пояснил, что его действие направлено на «пребывание во внутреннем примирении в сердце Церкви» с католиками-традиционалистами, находящимися в разладе со Святым Престолом, вроде членов Священнического братства Святого Пия X. Он заявил, что в то время как вначале представлялось, что интерес к тридентской мессе уйдёт вместе со старшим поколением, которое на ней выросло, некоторые молодые люди также «почувствовали её привлекательность и находят в ней форму первой встречи с тайной Евхаристии, особенно подходящую для них». Ввиду опасений, высказанных при подготовке документа, папа подчеркнул, что его решение никоим образом не умаляет полномочий Второго Ватиканского Собора, и что не только по юридическим причинам, но также и потому, что необходимая «степень литургического формирования и некоторого знания латинского языка» не столь часто встречается, месса Павла VI остается «обычной формой» римского обряда Евхаристической литургии.

### Реакция патриарха Русской Православной Церкви
Патриарх Алексий II отвечая на вопрос: «Папа опубликовал документ восстанавливающий возможность использования миссала Святого Пия V для совершения Евхаристии. Как Вы оцениваете это решение?», сказал: «Восстанавливая и признавая ценность древней литургической традиции является тем, что мы приветствуем. Мы очень сильно придерживаемся традиции. Без верного сохранения литургической традиции, Русская Православная Церковь не была бы в состоянии противостоять в период гонений.»

## Текст
- Латинский оригинал «Summorum Pontificum»
- Официальный русский перевод «Summorum Pontificum»